# Площа Верешмарті
Площа Верешмарті (угор. Vörösmarty tér) — знаменита пішохідна площа в центрі Будапешта, названа на честь угорського поета Міхая Верешмарті.

## Опис
Знаходиться в Пешті, в V районі угорської столиці. На площі Верешмарті закінчується вулиця Ваци. З 1885 року на площі працює кафе «Жербо». Назва «Площа Верешмарті» носить також кінцева станція першої лінії Будапештського метрополітену, що розташована під площею.
Площа оточена будівлями колишніх торгівельних контор, де нині розташовуються магазини і кафе. У центрі площі в оточенні дерев встановлено пам'ятник Міхаю Верешмарті, що сидить в оточенні народу, з 
каррарського мармуру. На цоколі вибито рядок з знаменитого патріотичного вірша поета «Заклик» (угор. Szózat) про кохання і вірності угорської Батьківщині.
Під Різдво на площі Верешмарті відкривається різдвяний базар, де можна придбати сувеніри, випити кухоль гарячого глінтвейну і пригоститися стравами угорської кухні.